# La Era de Bravo
La Era de Bravo är en ort i Mexiko.   Den ligger i kommunen San Felipe och delstaten Guanajuato, i den centrala delen av landet, 300 km nordväst om huvudstaden Mexico City. La Era de Bravo ligger 2 086 meter över havet och antalet invånare är 169.
Terrängen runt La Era de Bravo är kuperad västerut, men österut är den platt. Runt La Era de Bravo är det ganska glesbefolkat, med 31 invånare per kvadratkilometer. Närmaste större samhälle är San Felipe, 8,9 km söder om La Era de Bravo. Omgivningarna runt La Era de Bravo är i huvudsak ett öppet busklandskap.